# Imbrasia simplicia
Imbrasia simplicia är en fjärilsart som beskrevs av J. Peter Maassen och Gustav Weymer 1872. Imbrasia simplicia ingår i släktet Imbrasia och familjen påfågelsspinnare. Inga underarter finns listade i Catalogue of Life.